# Tarenna funebris
Tarenna funebris là một loài thực vật có hoa trong họ Thiến thảo. Loài này được (Bremek.) N.Hallé miêu tả khoa học đầu tiên năm 1967.